# Dębowy Dział
Dębowy Dział – własność szlachecka Wilczka z Zakrzowa herbu Poraj w 1375 i 1402, zastawiona w roku 1389 przez Michała z Knyszyna razem z Bratucicami (część). Przyległe Janowice nabył Wilczek z Zakrzowa w 1399 roku. Osada znikła w 2. połowie XV wieku. Obszar porośnięty lasami włączono w roku 1480 do terenu Bratucic.
Nazwę Dębowy Dział lub Dębów Dział nosił prawdopodobnie pierwotnie też Dębowiec w powiecie cieszyńskim.